# Eijkman (cratère)
Le cratère Eijkman est un cratère lunaire dans l'hémisphère sud de la face cachée de la lune près du pôle Sud. Il touche par le Sud le cratère Lemaître. Au sud-sud-est, se trouve le cratère Crommelin et au nord-est le cratère Fizeau. Le bord extérieur du cratère Eijkman est bien régulier et peu touché par les impacts. De nombreux petits craterlets se trouvent le long du contour nord. Un pic central s'élève en forme de fer à cheval.
En 1970, l'union astronomique internationale a donné le nom du physicien néerlandais Christiaan Eijkman à ce cratère.

## Cratères satellites
Les cratères dits satellites sont de petits cratères situés à proximité du cratère principal, ils sont nommés du même nom mais accompagné d'une lettre majuscule complémentaire (même si la formation de ces cratères est indépendante de la formation du cratère principal). Par convention ces caractéristiques sont indiquées sur les cartes lunaires en plaçant la lettre sur le point le plus proche du cratère principal. Liste des cratères satellites de Eijkman.
| Eijkman | Latitude | Longitude | Diamètre |
| ------- | -------- | --------- | -------- |
| D       | 62.3° S  | 136.9° W  | 25 km    |